# William Junior Lecerf
William Junior Lecerf (født 15. oktober 2002 i Halle) er en cykelrytter fra Belgien, der er på kontrakt hos Soudal Quick-Step.